# Пик Панчича
Пик Панчича, Панчичев-Врх (серб. Панчићев врх) — горная вершина в Центральной Сербии.
Высота над уровнем моря — 2017 м, это высшая точка горного хребта Копаоник.
До 7 июля 1951 года гора называлась Пик Милана (Миланов-Врх) в честь Милана Обреновича. Своё современное название пик получил в честь сербского ботаника Йосифа Панчича, чей мавзолей находится на вершине горы. В 1999 году строение было повреждено при военной операции НАТО.
В настоящее время на горе также расположена военная база Сербской армии.